# Český Šternberk
Český Šternberk (deutsch Böhmisch Sternberg) ist eine Minderstadt (Městys) in Tschechien. Sie liegt in Mittelböhmen acht Kilometer südlich der Stadt Sázava am linken Ufer der Sázava und gehört zum Okres Benešov. Die Katasterfläche beträgt 547 ha.

## Geographie
Der Ort befindet sich in 310 m ü. M. nördlich der Burg Český Šternberk am Prallhang einer Flussschleife der Sázava. Am gegenüberliegenden Flussufer verläuft die Eisenbahn von Sázava nach Zruč nad Sázavou, an der sich in Český Šternberk zwei Bahnhalte befinden. Durch Český Šternberk führt die Staatsstraße 111 von Podveky nach Divišov, die im Ort das Tal der Sázava quert. Zwei Kilometer südwestlich des Fleckens verläuft die Dálnice 1, die hier gleichzeitig die Europastraße 50 und Europastraße 65 darstellt, mit der in Šternov befindlichen Autobahnabfahrt 41.
Nachbarorte sind Čeřenice im Norden, Malovidy im Nordosten, Zalíbená und Otryby im Osten, Čejkovice und Soběšín im Südosten, Radonice im Süden, Šternov im Südwesten sowie Drahňovice im Nordwesten.

## Geschichte

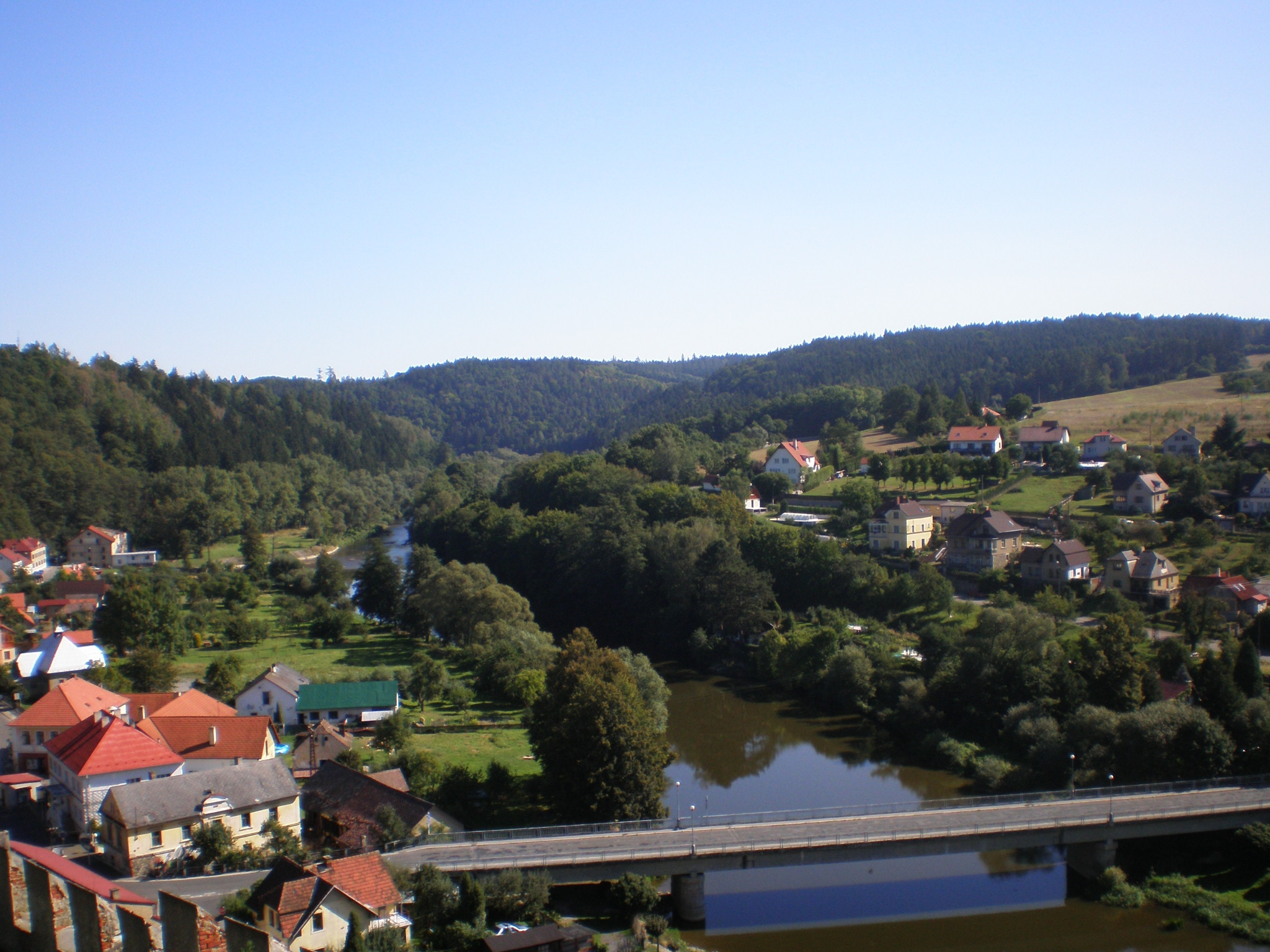
Český Šternberk/Böhmisch Sternberg

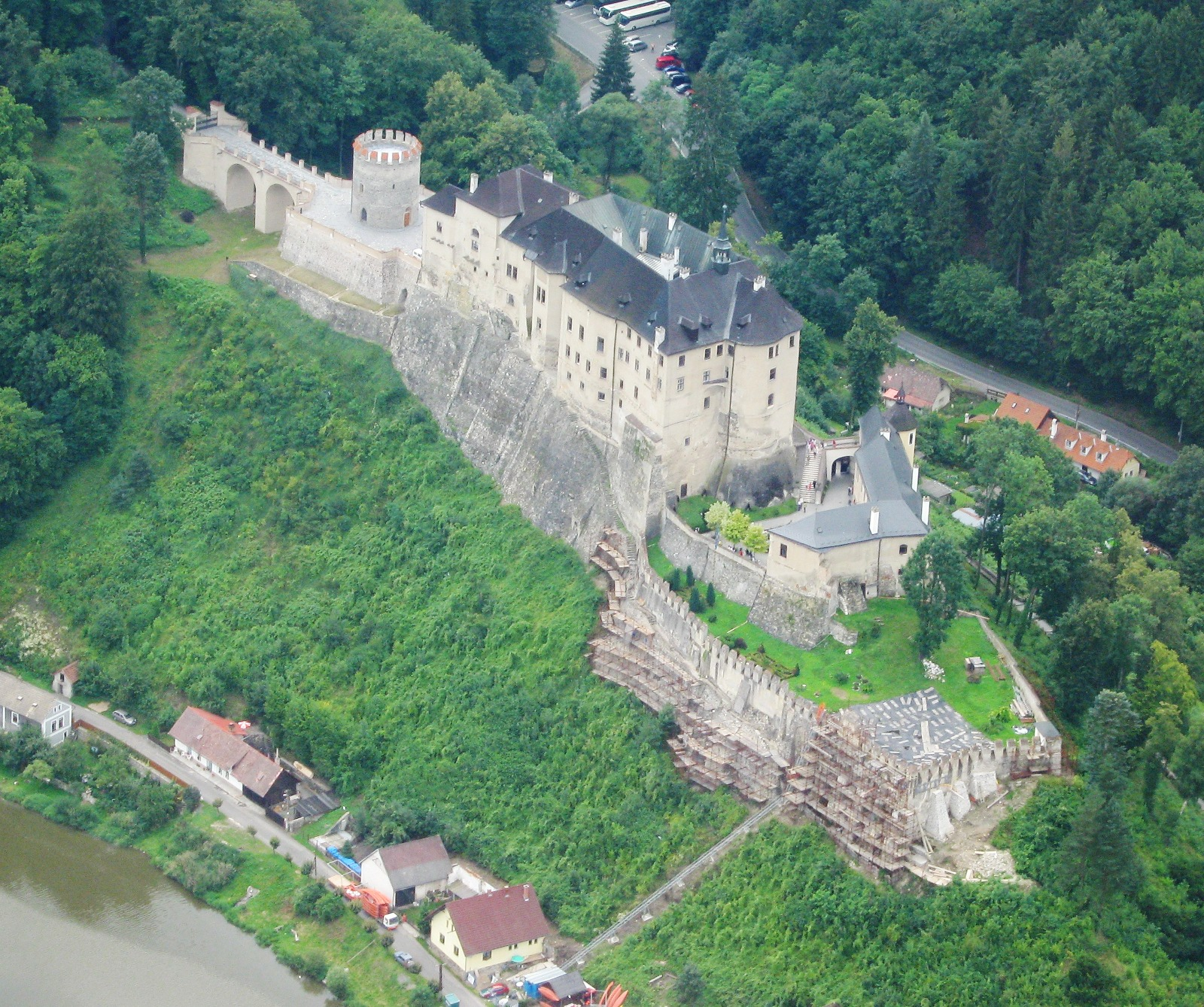
Burg Český Šternberk

Die erste urkundliche Erwähnung von Český Šternberk stammt aus dem Jahre 1242. Der Ort entstand als Burgsiedlung unterhalb der Burg Český Šternberk und wurde im Laufe der Zeit vergrößert. Die Burg wurde um 1241 von den Herren von Diwischau erbaut, welche die Burg nach ihrem Wappensymbol (dem Stern von Betlehem) und sich selbst nach dieser Burg benannten. Seither gehört die Herrschaft mit der Burg, mit einigen Unterbrechungen, bis heute den Grafen von Sternberg.
1901 erhielt Český Šternberk einen Eisenbahnanschluss, was sich vorteilhaft auf die touristische Erschließung der Burg auswirkte.
Die sich im Norden des Ortes befindliche Wassermühle aus dem Ende des 16. Jahrhunderts wurde um 1920 rekonstruiert. Das Mühlenwehr in der Sázava wurde in den 1970er Jahren erneuert. Eine Erweiterung erfuhr der Ort durch den Bau von Einfamilienhäusern am rechten Flussufer. In Český Šternberk befindet sich ein Campingplatz.
Am 17. Oktober 2006 wurde Český Šternberk zum Městys erhoben.

## Gemeindegliederung
Für Český Šternberk sind keine Ortsteile ausgewiesen. Zum Ort gehören die Siedlungen Čejkovice und Vrabov.

## Sehenswürdigkeiten
- Burg Český Šternberk
- Wassermühle

## Persönlichkeiten
- Holzbildhauer Franz Xaver Zelezny; geboren 16. November 1836 in Český Šternberk; gestorben 13. Juli 1911 in Wolkersdorf im Weinviertel